# Nemișaieve
Nemișaieve (în ucraineană Немішаєве) este o așezare de tip urban din raionul Borodeanka, regiunea Kiev, Ucraina. În afara localității principale, nu cuprinde și alte sate.

## Demografie
Componența lingvistică a așezării de tip urban Nemișaieve
     Ucraineană (93,1%)
     Rusă (6,62%)
     Alte limbi (0,11%)
Conform recensământului din 2001, majoritatea populației așezării de tip urban Nemișaieve era vorbitoare de ucraineană (93,1%), existând în minoritate și vorbitori de rusă (6,62%).